# NGC 2497
NGC 2497 est une vaste galaxie lenticulaire située dans la constellation du Lynx. NGC 2497 a été découverte par l'astronome germano-britannique William Herschel en 1790.

## Caractéristiques
Sa vitesse par rapport au fond diffus cosmologique est de 8 271 ± 140 km/s, ce qui correspond à une distance de Hubble de 122,0 ± 8,8 Mpc (∼398 millions d'al).